# Афганський злам
«Афганський злам» (рос. «Афганский излом») — російський радянський фільм 1991 року про війну в Афганістані.

## Зміст
Радянські війська повинні вивести з Афганістану. Головні битви позаду і вже практично немає ніякої небезпеки. Та сина одного з високопосадовців присилають сюди, в гарячу точку. Він приїхав не для того, щоб бути корисним своїй країні, а щоб отримати у відносно безпечний момент побільше нагород і медалей.